# Augustus Albert Hardenbergh

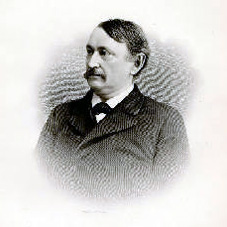
Augustus Albert Hardenbergh

Augustus Albert Hardenbergh (* 18. Mai 1830 in New Brunswick, New Jersey; † 5. Oktober 1889 in Jersey City, New Jersey) war ein US-amerikanischer Politiker. Zwischen 1875 und 1879 sowie nochmals von 1881 bis 1883 vertrat er den Bundesstaat New Jersey im US-Repräsentantenhaus.

## Werdegang
Augustus Hardenbergh besuchte bis 1844 das Rutgers College in New Brunswick. Im Jahr 1846 zog er nach Jersey City. Im angrenzenden New York arbeitete er als Bankangestellter. 1852 wurde er bei der Hudson County National Bank angestellt. Gleichzeitig begann er als Mitglied der Demokratischen Partei eine politische Laufbahn. In den Jahren 1853 und 1854 gehörte er der New Jersey General Assembly an. Danach war er zwischen 1855 und 1856 Mitglied im Bildungsausschuss. Von 1857 bis 1863 saß Hardenbergh auch im Stadtrat von Jersey City, dessen Vorsitzender er im Jahr 1860 war. 1863 zog er nach Bergen, wo er Mitglied im dortigen Gemeinderat wurde. Im Jahr 1868 wurde Hardenbergh Staatsbeauftragter für das Eisenbahnwesen in New Jersey; zu dieser Zeit zog er nach Demarest um. Im Juli 1872 nahm er als Delegierter an der Democratic National Convention in Baltimore teil, auf der Horace Greeley als Präsidentschaftskandidat nominiert wurde. Seit 1873 lebte Hardenbergh wieder in Jersey City; im Jahr darauf wurde er Präsident der Eisenbahngesellschaft Northern Railroad of New Jersey.
Bei den Kongresswahlen des Jahres 1874 wurde Hardenbergh im siebten Wahlbezirk von New Jersey in das US-Repräsentantenhaus in Washington, D.C. gewählt, wo er am 4. März 1875 die Nachfolge von Isaac W. Scudder antrat. Nach einer Wiederwahl konnte er bis zum 3. März 1879 zwei Legislaturperioden im Kongress absolvieren. Im Jahr 1878 verzichtete er auf eine erneute Kandidatur. Im gleichen Jahr wurde er Präsident der Hudson County National Bank.
Im Jahr 1880 bewarb er sich erfolgreich um die Rückkehr in den Kongress. Dort löste er am 4. März 1881 Lewis A. Brigham ab, der zwei Jahre zuvor sein Nachfolger geworden war. 1882 kandidierte Hardenbergh nicht mehr. Damit schied er am 3. März 1883 endgültig aus dem US-Repräsentantenhaus aus. Zwischen 1889 und 1889 war er Mitglied des Finanz- und Steuerausschusses von Jersey City. Im Jahr 1884 wurde er Kurator der State Reform School. Er starb am 5. Oktober 1889 in Jersey City und wurde in Newark beigesetzt.